# سیرک

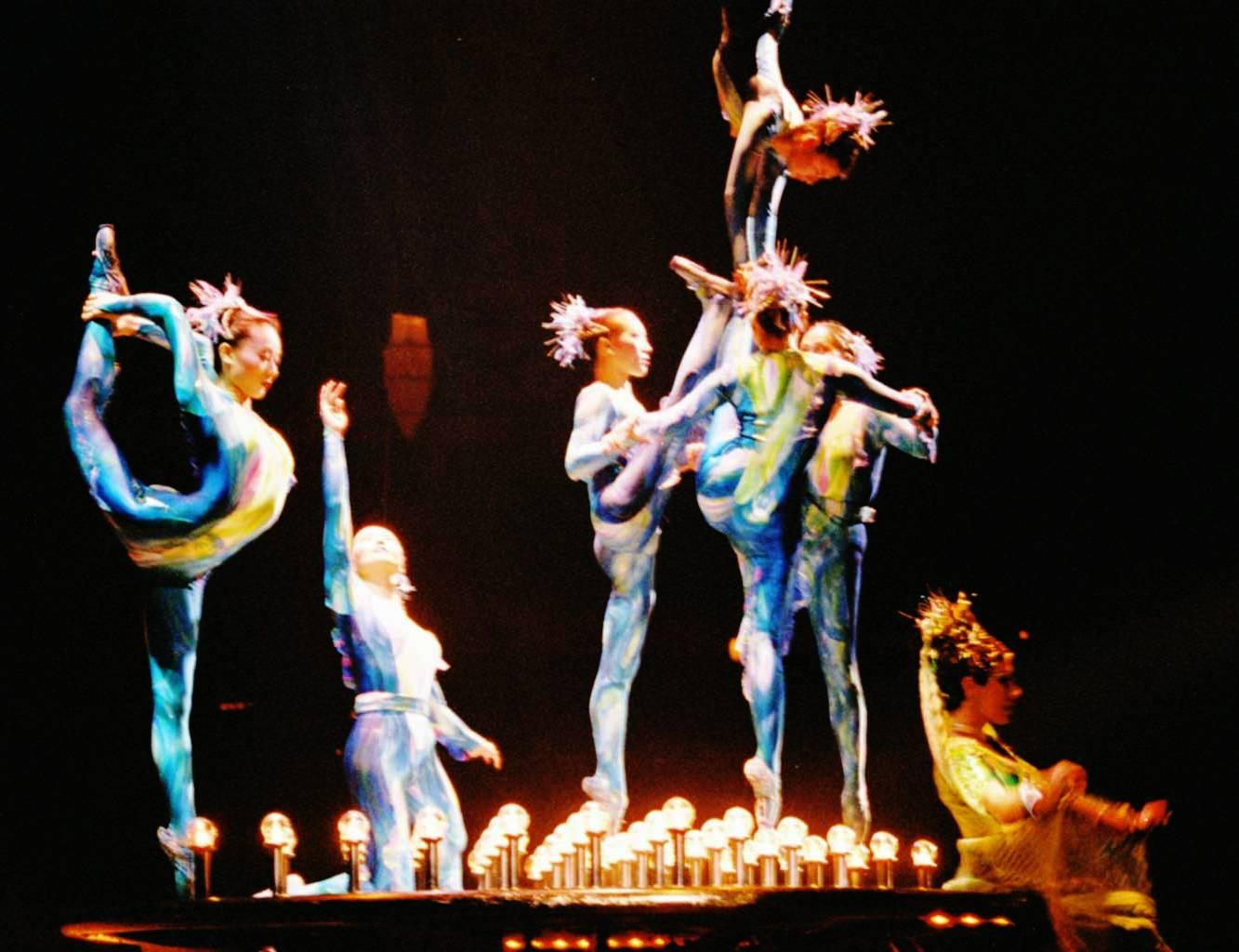
صحنه‌ای از یک نمایش سیرک

سیرک (به فرانسوی: cirque) به یک مجموعه شامل افرادی گفته می‌شود که برنامه‌های سرگرمی متنوع اجرا می‌کنند و می‌تواند شامل دلقک‌ها، حرکات آکروباتیک، حیوانات آموزش‌دیده، نوازندگان، رقصنده‌ها، بندبازان، شعبده بازان و همچنین دستکاری اشیاء و سایر وسایل باشد.

## تاریخچه
رومیان اولین کسانی بودند که واژه سیرک (به لاتین: Circus) را به کار بردند. در آن زمان به محوطه وسیعی که محل نمایش‌های مهیجی همچون اسب دوانی، حرکات آکروباتیک، مسابقه ارابه رانی، و کشتی بود سیرک گفته می‌شد نوع جدید سیرک از سدهٔ ۱۷۰۰ میلادی آغاز به کار کرده‌است و در آن از شعبده باز دلقک آکروبات باز و همه نوع حیوان رام شده و حتی شیر و خرس هم استفاده می‌شود.

## سیرک در ایران
بنیان‌گذار سیرک در ایران خلیل عقاب است. خلیل عقاب در سال ۱۳۰۳ در شهر شیراز متولد گردید. او دوران نوجوانی خود را با ورزش باستانی آغاز کرد و پس از آن به انجام نمایشهای پهلوانی پرداخت و اولین بنیانگذار عملیات پهلوانی به صورت بلیط فروشی و همراه با برنامه آکروباتیک و موزیک و عملیات با حیوانات بود.
کارگردانان سینما از وی دعوت به عمل آوردند که در سینما و تلویزیون به اجرای برنامه بپردازد. این هنرمند در شهرها و استانهای مختلف کشور هنرنمایی خود را در معرض دید عموم گذاشت و پس از کسب افتخاراتی به دعوت کشور ژاپن در سال ۱۳۴۹ به آنجا رفت و در تلویزیون فوجی برنامه‌های خود را به نمایش گذاشت و در سال ۱۳۵۰ از طرف سیرک فاست به ایرلند دعوت گردید و در سال ۱۳۵۱ نیز به دعوت سیرک جری کاتل به انگلیس و بعد از آن به سیرک آریکنو و دریکس تون در کشور ایتالیا وارد گردید. به دنبال آن بیست سال در کشورهای اروپایی، آفریقای و آمریکای مرکزی برنامه اجرا کرد و در نهایت در ایتالیا سیرکی افتتاح کرد به نام ایران و ایتالیا. در اروپا رکوردهای زیادی به دست آورد که بلند کردن فیل ۱۴۰۰ کیلوگرمی با پاهای خود و بلند کردن ۴۵۰ کیلوگرم با دندان از جمله رکوردهای او می‌باشد.

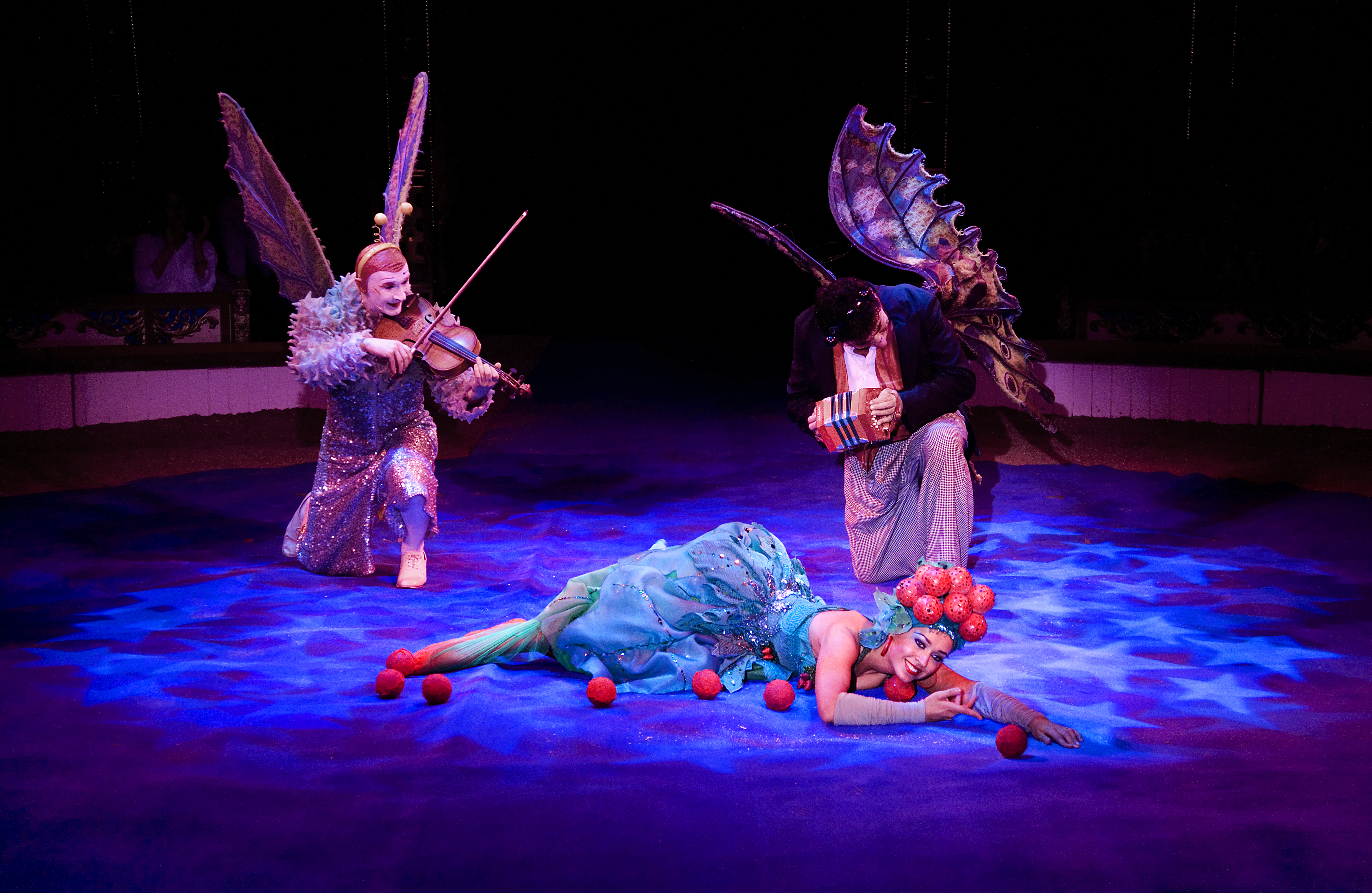
دو نوازنده دلقک و یک زن شعبده‌باز در صحنه‌ای از یک نمایش در سیرک رونکالی واقع در مونیخ آلمان.

در سال ۱۳۷۰ به دعوت ایرانیان، به ایران برگشت و از آن سال سیرکی در ایران افتتاح کرد و در تمامی استانهای کشور به اجرای برنامه پرداخت. اولین بار در ایران سیرکی با ۶۰ نفر هنرمند از ایتالیا، رومانی و پرتغال به اجرای نمایش پرداختند. خلیل دو فرزند به نامهای شهرزاد و ابراهیم همراه داشت که پس از او ایشان به اجرای نمایش پرداختند و هنرمندان زیادی را در این عرصه آموزش دادند.
مدیریت سیرک خلیل عقاب تمام این سال‌ها به عهده شهلا اشکبوس همسر وی بود که در اسفند سال ۸۷ در یک تصادف رانندگی حین سفر کاری با تیم ایتالیایی خود درگذشت. شهلا اشکبوس به بانوی سیرک ایران معروف است.

## نگارخانه

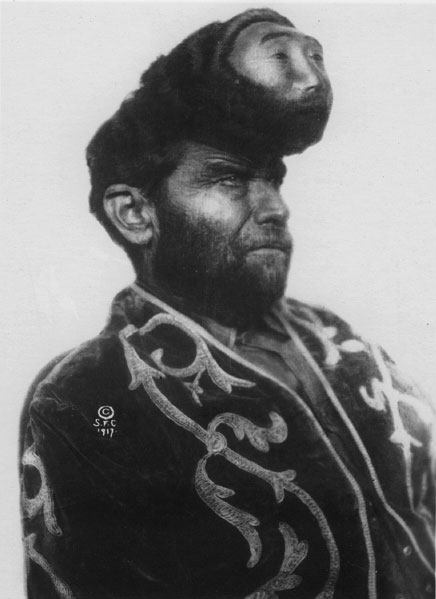
پاسکال پینیون دو سر یکی از اجراکننده های مشهور سیرک در جهان
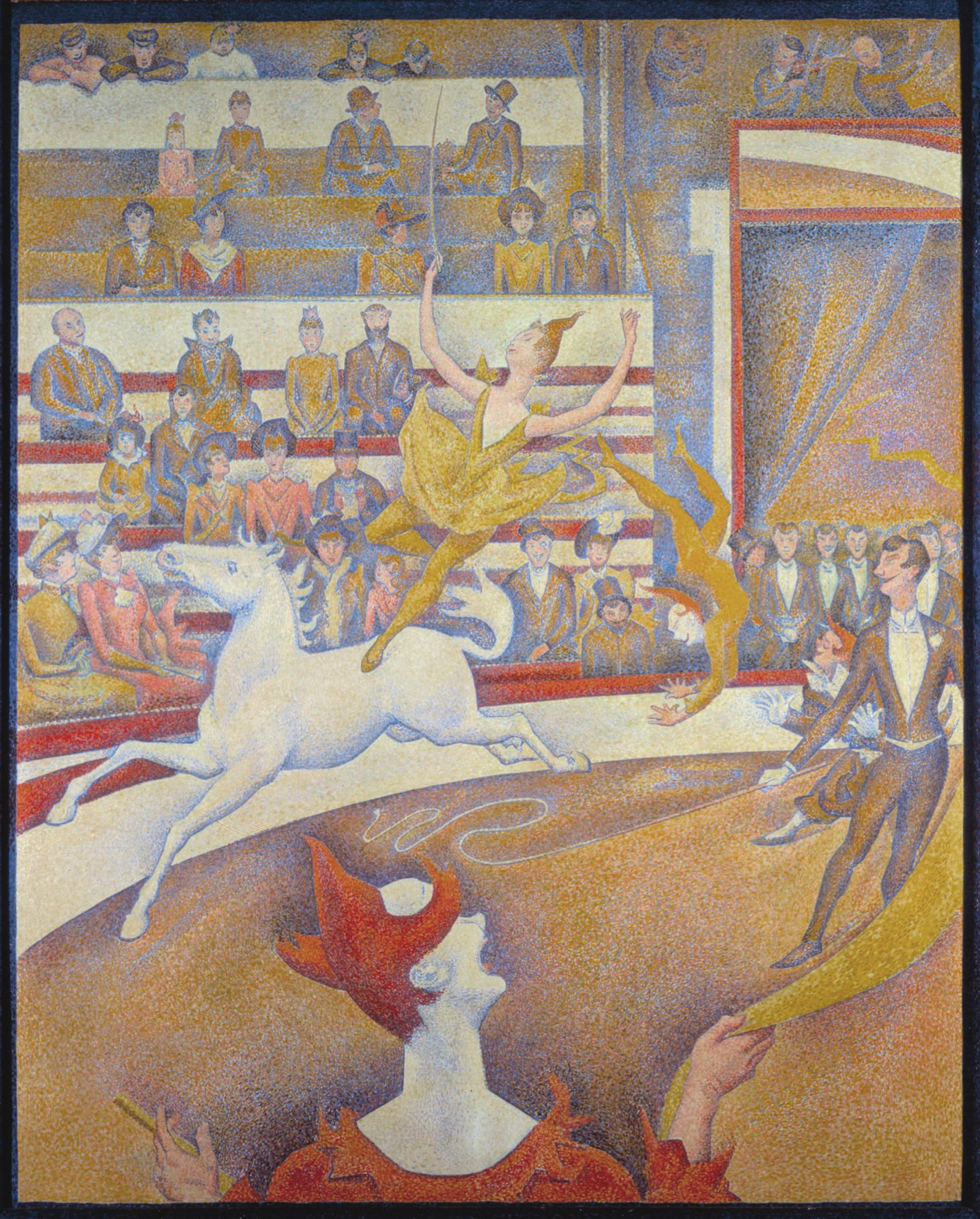
سیرک 1891، اثر ژرژ سورا
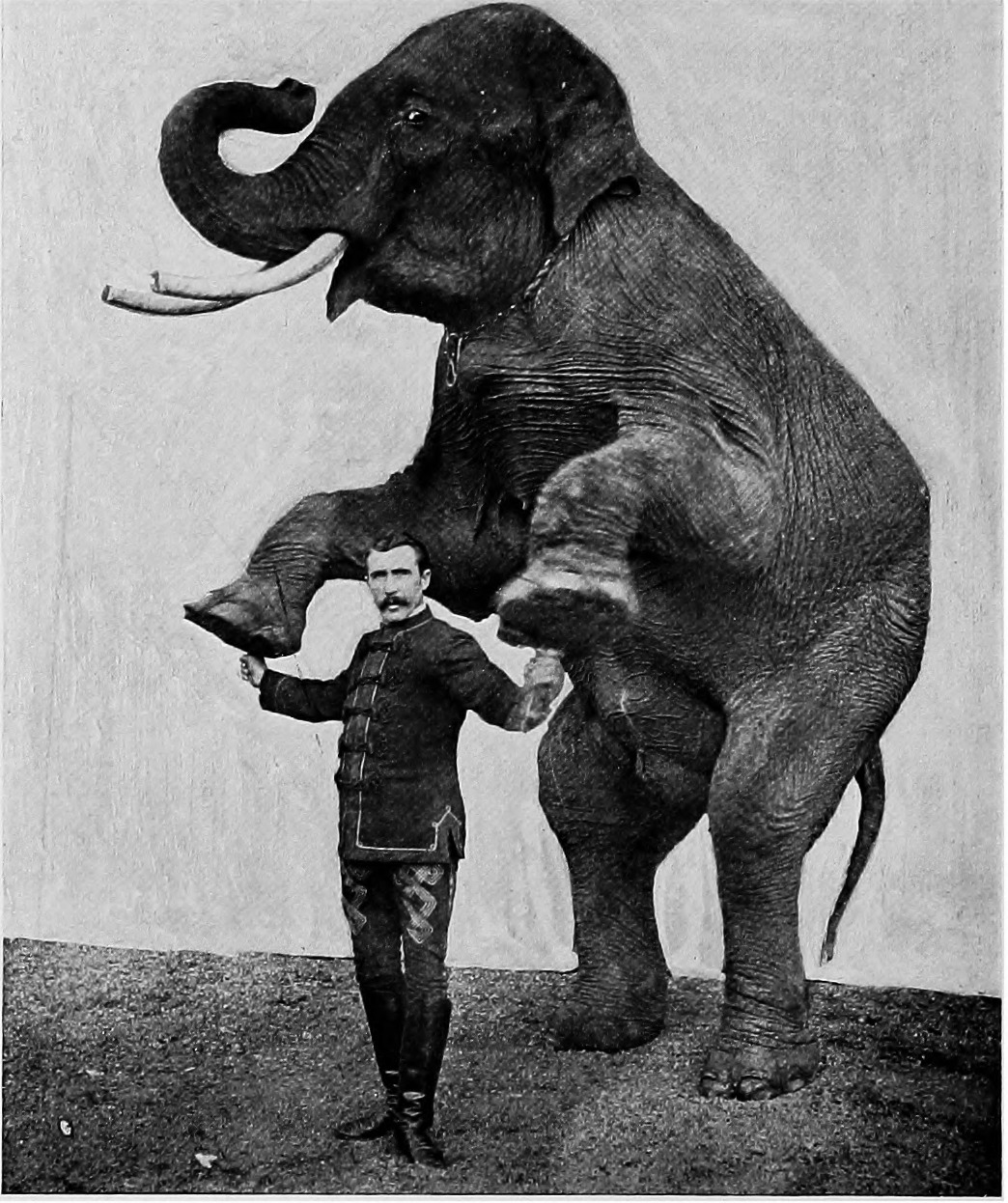
تمرین با فیل (1903)